# ديجيس
ديجيس ومعرفة بشركة تخطيط وبناء الطرق السريعة في ألمانيا الموحدة (Deutsche Einheit Fernstraßenplanungs- und -bau GmbH (DEGES) ) هي مؤسسة إدارة مشاريع مملوكة للدولة تأسست في 7 أكتوبر 1991، بعد عام واحد تقريبًا من إعادة توحيد ألمانيا . وكان الهدف هو دعم الولايات الجديدة في التخطيط والإعداد لأعمال البناء اللازمة على الطرق السريعة القديمة والجديدة الألمانية.

## الهيكل التنظيمي و الملكية
المشاركون والمالكون في ديجيس هم جمهورية ألمانيا الاتحادية (42.91%) وكذلك الولايات الاتحادية براندنبورغ وهامبورغ ومكلنبورغ فوربومرن وساكسونيا وساكسونيا أنهالت وشليسفيج هولشتاين وتورينجيا بنسبة 8.16% لكل منها. الشركة مقرها الرئيسي في برلين ، ولها فروع في كل عاصمة من عواصم الولايات الفيدرالية المشاركة. اعتبارًا من عام 2006، توظف الشركة حوالي 250 شخصًا.

## حجم الطلب
الشركة مسؤولة عن تحسين أو إنشاء 1200 كم من الطريق السريع (750 كم عمرها 450 (كم جديد) في مقاطعة نيولاند ، بالإضافة إلى نفق المدينة في لايبزيج ، ساكسونيا ، ألمانيا . بإجمالي استثمار يبلغ حوالي 9.6 مليار يورو ،